# لورانس دتون
لورانس دتون (بالإنجليزية: Lawrence Dutton)‏ هو معلم موسيقى أمريكي، ولد في 9 مايو 1954 في نيويورك في الولايات المتحدة.

## وصلات خارجية
- لورانس دتون على موقع ميوزك برينز (الإنجليزية)
- لورانس دتون على موقع أول ميوزيك (الإنجليزية)
- لورانس دتون على موقع ديسكوغز (الإنجليزية)